# Station Niversac
Station Niversac is een spoorwegstation in de Franse gemeente Boulazac Isle Manoire. Het is gelegen aan de lijnen Niversac - Agen en Coutras - Tulle.